# Isotima tripartita
Isotima tripartita là một loài tò vò trong họ Ichneumonidae.